# Circulation collatérale
En médecine, une circulation collatérale est une circulation de suppléance qui se développe après l'obstruction chronique d'un vaisseau, ou en cas d'augmentation chronique de la résistance au flux sanguin. Un réseau de collatéralité peut également suppléer à l'absence congénitale d'un vaisseau. Une circulation collatérale peut être artérielle ou veineuse.

## Collatéralité artérielle
Une circulation collatérale artérielle se met en place lorsqu'une artère est obstruée (totalement ou partiellement), afin de permettre la vascularisation du territoire d'aval. On l'observe notamment dans la coronaropathie et dans l'artériopathie oblitérante des membres inférieurs. Au niveau cérébral, la circulation collatérale se développe à partir du polygone de Willis, et secondairement par les vaisseaux leptoméningés.
L'existence d'une collatéralité artérielle diminue l'intensité des symptômes d'ischémie,. La suppléance est cependant incomplète et ne permet d'assurer que 30 % du débit de l'artère obstruée au niveau coronaire, et 40 % pour les artères périphériques.

## Collatéralité veineuse
Une circulation veineuse collatérale est observée dans le syndrome cave supérieur, par obstruction chronique de la veine cave supérieure (par exemple par une thrombose ou une tumeur), mais aussi dans l'hypertension portale, en raison de l'augmentation des résistances du réseau porte.
Cliniquement, une circulation veineuse collatérale est bien visible. Un réseau de veines sous-cutanées, sinueuses et bleutées, se constitue.

## Physiopathologie
Dans un premier temps, la circulation collatérale se met en place sur les vaisseaux déjà existants et anastomosés avec le territoire à vasculariser. Ces vaisseaux de petite taille voient leur diamètre augmenter, de manière à augmenter leur débit. Par la suite, une angiogenèse se met en place et de nouveaux vaisseaux se créent à partir de ce réseau secondaire.
Au niveau artériel, le processus est initié dans les artérioles de petit calibre, dont les cellules endothéliales subissent un stress mécanique pulsatile causé par le gradient de pression entre le réseau pré-occlusif, à haute pression, et le réseau d'aval, où la pression est basse et non pulsatile. Ces contraintes de cisaillement entraînent la sécrétion de facteurs de croissance angiogéniques : en premier le monoxyde d'azote et ses dérivés, puis le VEGF, qui stimulent la synthèse de MCP-1 dans la paroi artériolaire. Les cellules de l'adventice vasculaire, tissu entourant le vaisseau, produisent à leur tour des protéases et d'autres facteurs de croissance qui vont digérer la matrice extra-cellulaire et favoriser le remaniement cellulaire. C'est à partir de la media, couche intermédiaire de cellules musculaires lisses dans la paroi du vaisseau, que va se faire la croissance vasculaire. Le diamètre artériel va ainsi augmenter d'un facteur de 2 à 20 selon les espèces. 